# Milo Adoner
Samuel Émile Adoner (dit Milo Adoner) (né le 5 mai 1925 dans le 12e arrondissement de Paris et mort le 4 mars 2020 dans le 13e arrondissement de Paris) est un Français déporté à 17 ans avec 7 membres de sa famille par le convoi no 38, en date du 28 septembre 1942, du camp de Drancy vers Auschwitz. Seul survivant de sa famille avec une sœur aînée non-déportée, il devient un témoin de la Shoah.

## Biographie

### Enfance
Milo Adoner naît le 5 mai 1925 à l'hôpital Rothschild dans le 12e arrondissement de Paris. Il est le fils de Mordka Adoner né le 20 mars 1887 à Varsovie en Pologne et de Marja Jacobovitch née le 13 février 1893 dans la même ville. Mordka Adoner et Marja Jacobovitch se marient en 1914 à Varsovie.
Il fait partie d'une fratrie de sept enfants, dont trois sont nés à Varsovie et quatre autres sont nés à Paris dont Milo. Après avoir donné un coup de poing à un officier qui le harcelait avec des remarques antisémites, Mordka Adoner déserte l'armée russe et fuit la Pologne en 1921. Mordka Adoner devient Maurice Adoner.
Le père de Milo Adoner est artisan maroquinier, travaillant à domicile. La famille Adoner habite à l'Hôtel de Londres au no 22 rue des Rosiers avant de s'installer sur l'île Saint-Louis dans un immeuble appartenant à la fondation Fernand-Halphen.
En 1937, le président de la République Albert Lebrun remet à Marja Adornet le prix Cognacq-Jay, destiné aux mères de familles méritantes. La famille est juive orthodoxe et le père est hazzan à la synagogue de la rue Pavée pour les grandes fêtes.

### Études
Milo Adoner étudie à l'école élémentaire des Hospitalières-Saint-Gervais dans le Pletzl, une école publique, où la plupart des élèves sont juifs. Il obtient en 1937 son certificat d’études « avec mention ». Il a pour professeur Joseph Migneret, qui sera nommé Juste parmi les nations en 1990 pour avoir caché pendant un an et demi une famille juive dans son appartement.

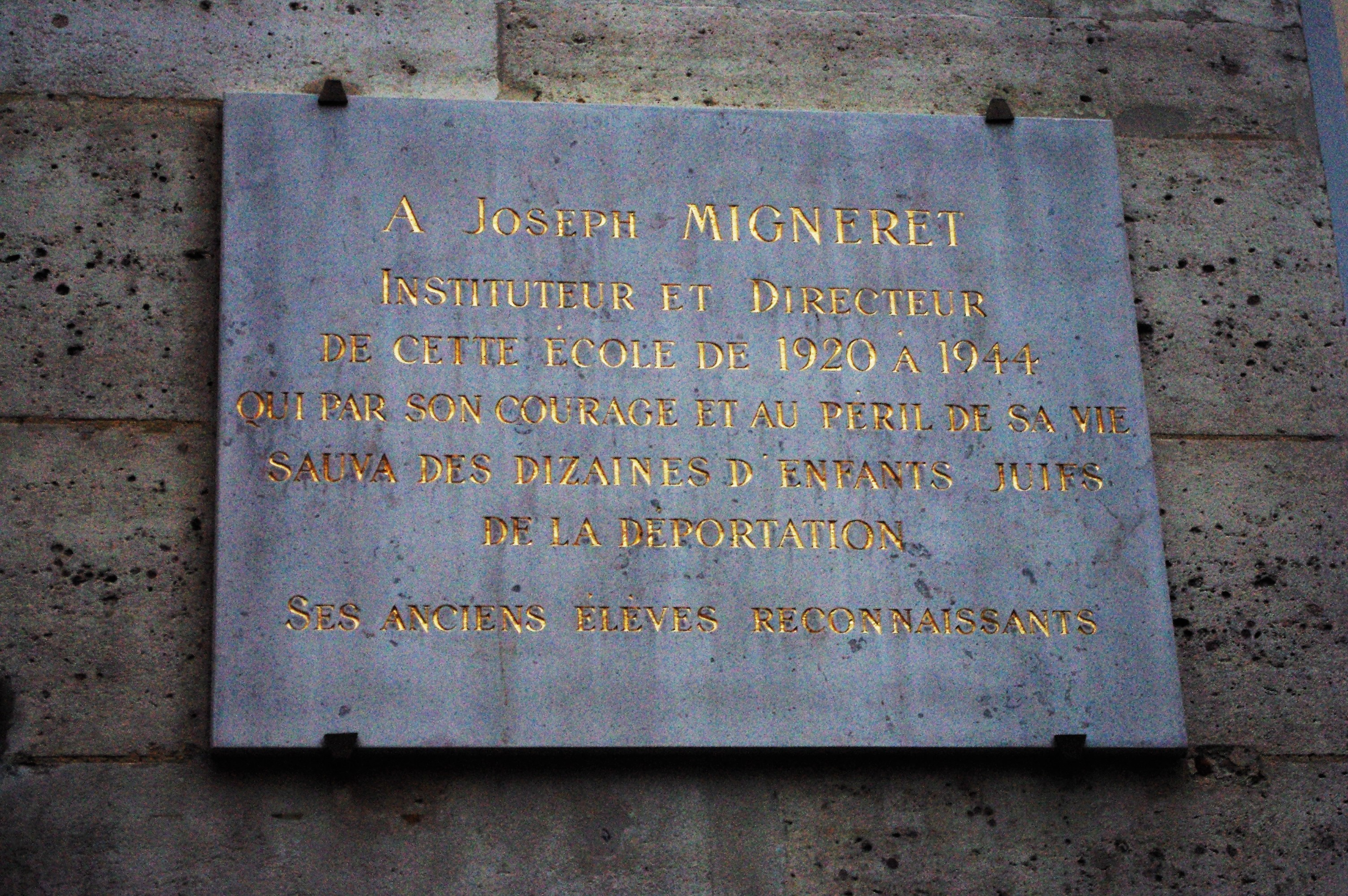
Plaque sur l'école élémentaire de la rue des Hospitalières-Saint-Gervais

### Arrestation
Le 23 septembre 1942, à part sa sœur aînée, Charlotte Adoner, épouse de Marius Feigenoff, qui échappe à la rafle, toute la famille Adoner et 112 juifs demeurant au 10-12 rue des Deux-Ponts sur l'île Saint-Louis sont arrêtés par Heinz Röthke, l'un des principaux responsables de la déportation des juifs de France de 1940 à 1944. Ils sont conduits au camp de Drancy puis déportés par le convoi no 38, en date du 28 septembre 1942 à Auschwitz.

### Déportation
Le convoi s’arrête à Kosel, ville de la province de Haute-Silésie, à quelques kilomètres d’Auschwitz. Milo Adoner et son frère Salomon Adoner sont séparés de leur famille qui va au camp d'Auschwitz-Birkenau où ils sont assassinés. Milo Adoner et Salomon Adoner sont sélectionnés pour les travaux forcés à Kosel. Milo Adoner est tatoué du numéro B10602.
Milo Adoner est interné dans les camps de Birkenau, Blechhammer, Monowitz (Auschwitz III). Il est évacué de Monowitz le 18 janvier 1945 avec la marche de la mort jusqu'à Gross-Rosen, en province de Basse-Silésie. La marche dure onze jours. Son frère, Salomon Adoner, est fusillé durant cette marche. Milo Adoner est transféré à Buchenwald, sur la colline d'Ettersberg près de Weimar, en Allemagne, puis à Niederkirchen en Rhénanie-Palatinat, en Allemagne. Il s’évade le 4 avril 1945 et est libéré le 11 avril 1945 par l'armée américaine sous les ordres du général George Patton. Sa déportation a duré 982 jours,.

### Après la guerre
Milo Adoner retourne à Paris. Avant d'aller à l'hôtel Lutetia, il demande d'être conduit au no 10 rue des Deux-Ponts, le temps d'embrasser le sol et son immeuble. L'appartement familial est occupé par un jeune ingénieur qui déclare que la mairie de Paris l'a logé ici. Milo Adoner lui montre les scellés et les mezuzoth à l'entrée de chaque pièce, lui dit que l'immeuble ne logeait que des Juifs et lui donne jusqu'au lendemain pour évacuer les lieux. Le locataire lui dit qu'il se plaindra au père de Milo Adoner, qui acquiesce (son père a été assassiné à Auschwitz,).
Milo Adoner retrouve sa sœur aînée Charlotte dont le mari est mort en déportation, la seule autre survivante de la famille. Ils s'installent à nouveau au no 10 rue des Deux-Ponts.

### Témoin
Le 4 juillet 1995, Milo Adoner témoigne en tant qu'ancien déporté juif de ses périodes dans les trois camps qu'il a fréquentés, pendant environ deux heures et vingt minutes, lors d'un entretien spécifique mené par Reine Toledano. Cet entretien est sur le site internet du Mémorial de la Shoah.   
Milo Adoner est vice-président de l’amicale des déportés de Blechhammer puis son président, en 2000. Après l’absorption de cette association par l’amicale d’Auschwitz devenue Union des Déportés d’Auschwitz (UDA) en 2004, il devient l’un des vice-présidents de l’UDA,.
Le 27 janvier 2015, à l’occasion du 70e anniversaire de la découverte des camps, le président de la République François Hollande rencontre les ambassadeurs de la Mémoire au Mémorial des Enfants et s’entretient publiquement avec Milo Adoner.
En 2019, à son initiative, la Mairie de Paris nomme le parvis de cette école « Le parvis des 260-Enfants »,,.

### Famille
Milo Adoner épouse Suzy Gronner fille de Mandel Gronner déporté par le convoi no 1. Ils ont deux filles, Arlette Adoner, avocate, et Laura, et deux petites-filles, Joanna et Alexandra,,.

### Mort
Milo Adoner meurt le 4 mars 2020 dans le 13e arrondissement de Paris à l'âge de 94 ans et est inhumé le 6 mars 2020 au cimetière parisien de Bagneux,,,,.

## Distinctions
Milo Adoner est nommé officier de l'ordre national de la Légion d'honneur en 2016, à l’occasion du 70e anniversaire de la découverte des camps, il fait partie des 29 récipiendaires de la promotion spéciale « Mémoires de la déportation » ayant reçu la Légion d’honneur.

## Hommage
En octobre 2024, la partie nord de la rue du Marché-des-Blancs-Manteaux devient la rue Milo-Adoner.

## Publication
- Milo Adoner publie son témoignage dans un ouvrage collectif : Les derniers témoins, paroles de déportés recueillies par Jean-Pierre Allali, éditions Safed, 2004[5]

## Pour approfondir